# Beaver Falls
Beaver Falls é uma cidade localizada no estado norte-americano de Pensilvânia, no Condado de Beaver.

## Demografia
Segundo o censo norte-americano de 2000, a sua população era de 9920 habitantes. 
Em 2006, foi estimada uma população de 9274, um decréscimo de 646 (-6.5%).

## Geografia
De acordo com o United States Census Bureau tem uma área de 
5,9 km², dos quais 5,5 km² cobertos por terra e 0,4 km² cobertos por água. Beaver Falls localiza-se a aproximadamente 244 m acima do nível do mar.

## Localidades na vizinhança
O diagrama seguinte representa as localidades num raio de 4 km ao redor de Beaver Falls. 